# Głębia strachu
Głębia strachu (oryg. Underwater) – amerykański fantastycznonaukowy film grozy w reżyserii Williama Eubanka według scenariusza Briana Duffielda i Adama Cozada, oparty na motywach twórczości H.P. Lovecrafta.

## Fabuła
Załoga podwodnej stacji badawczej Kepler, znajdującej się na terenie Rowu Mariańskiego, musi walczyć o życie, gdy w wyniku rozszczelnienia konstrukcji dochodzi do zniszczenia kompleksu. Kapitan Lucien podejmuje ryzykowną decyzję, by przejść pieszo na teren bliźniaczej stacji Roebuck, skąd możliwe będzie wydostanie się na powierzchnię w kapsułach ratunkowych. Podczas przeprawy po morskim dnie, pracownicy stacji nie tylko muszą mierzyć się z ekstremalnymi warunkami panującymi w głębinach, ale też są atakowani przez tajemnicze stworzenia. 

## Obsada
- Kristen Stewart – Norah Pryce, mechaniczka
- Vincent Cassel – Lucien, kapitan stacji
- Jessica Henwick – Emily Haversham, biolożka morska
- John Gallagher Jr. – Liam Smith, inżynier
- Mamoudou Athie – Rodrigo Nagenda, pracownik stacji
- T.J. Miller – Paul Abel, pracownik stacji

## Odbiór
Film spotkał się z mieszaną reakcją krytyków i przeważająco pozytywną ze strony widzów. Odsetek pozytywnych recenzji krytyków w serwisach Rotten Tomatoes oraz Metacritic wyniósł 48%. Recenzje widzów w serwisie Rotten Tomatoes były pozytywne w 60%, natomiast w serwisie Metacritic film otrzymał od nich 6,6 punkta na 10 możliwych. 